# Hörschel

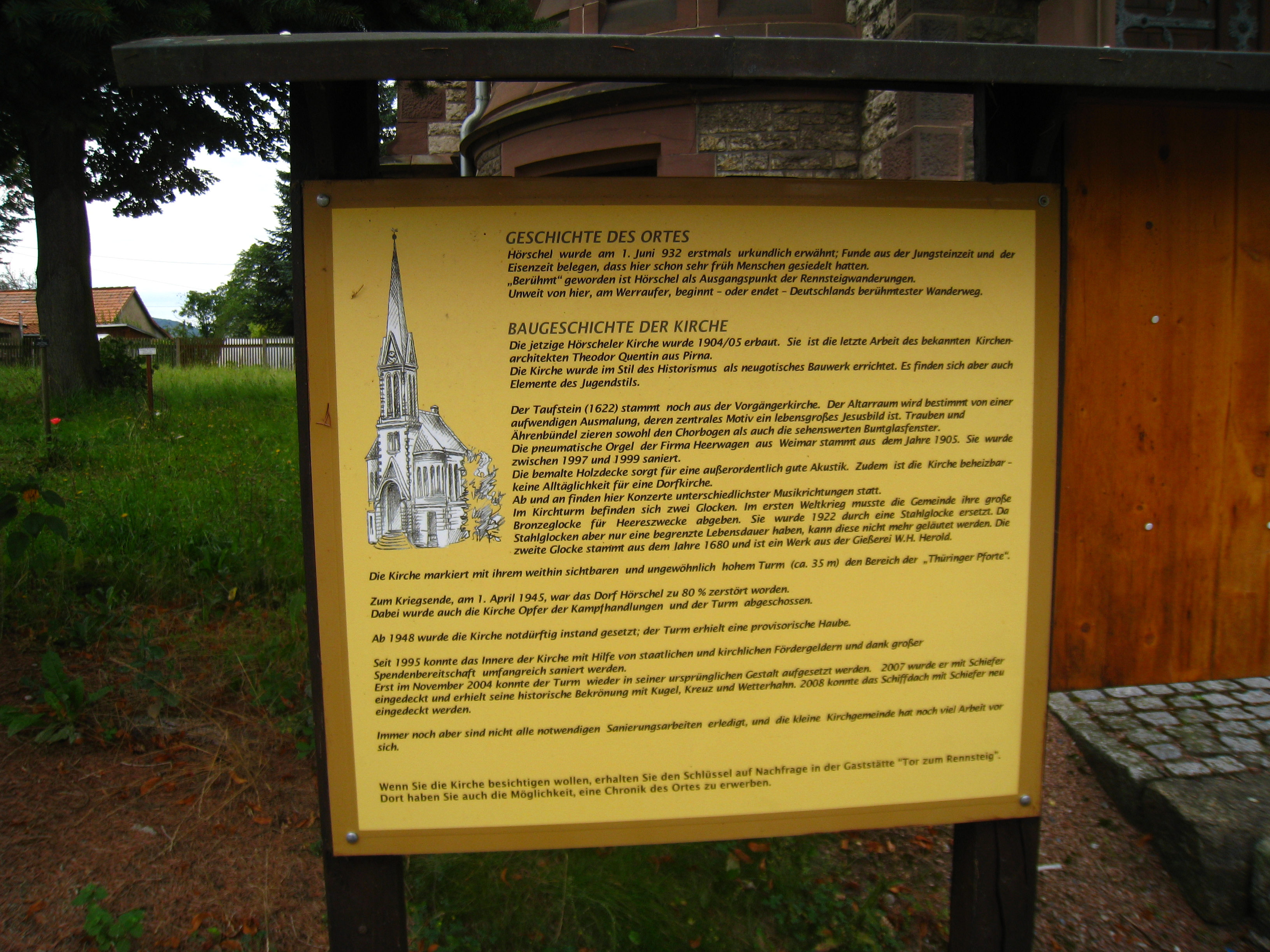
Tablica informacyjna przy kościele parafialnym

Hörschel – dzielnica miasta Eisenach w Niemczech, w kraju związkowym Turyngia, w powiecie Wartburg. 
Przez dzielnicę przebiega szlak rowerowy doliny Werry oraz zaczyna się tu słynny szlak pieszy Rennsteig.

## Historia
Pierwsza wzmianka o Hörschel pochodzi z 1 czerwca 932 roku.

## Zabytki
- kościół parafialny z 1905 roku zbudowany w stylu historyzmu[1], położony w pobliżu początku szlaku Rennsteig. Wewnątrz znajduje się chrzcielnica z 1622 roku pochodząca z wcześniejszego kościoła[1];